# Spurius Postumius Albus Regillensis (consul en -466)
Pour les articles homonymes, voir Postumius Albus.
Spurius Postumius Albus Regillensis est un homme politique romain du Ve siècle av. J.-C., consul en 466 av. J.-C.

## Famille
Il est le fils d'Aulus Postumius Albus Regillensis, consul en 496 av. J.-C. et dictateur en 499 ou 496 av. J.-C., le frère d'Aulus Postumius Albus Regillensis, consul en 464 av. J.-C. et le père de Spurius Postumius Albus Regillensis, tribun consulaire en 432 av. J.-C.

## Biographie

### Consulat (466)
En 466 av. J.-C., il est élu consul avec Quintus Servilius Priscus,. Tandis que son collègue est parti en campagne contre les Èques, il reste à Rome et consacre, sur ordre du Sénat, le temple de Dius Fidius sur le Quirinal,.

### Augure (462-439)
En 462 av. J.-C., il est nommé augure par cooptation, à moins qu'il ne s'agisse de son frère Aulus Postumius Albus Regillensis. En effet, l'inscription sur laquelle repose l'information est incomplète et il manque le praenomen. La filiation est lisible (A.f. P.nepos) mais ne permet pas de différencier les deux frères. Un Quintus Servilius, probablement Quintus Servilius Structus Priscus Fidenas, prend peut-être sa succession en 439 av. J.-C. comme augure.

### Decemvir(451-450)
En 454 av. J.-C., sous la pression des tribuns de la plèbe, les patriciens acceptent d'envoyer une délégation de trois consulaires, parmi lesquels Spurius Postumius, Aulus Manlius Vulso et Servius Sulpicius Camerinus Cornutus, à Athènes et en Grande-Grèce pour étudier et s'inspirer des lois écrites grecques,,. Ils reviennent en 452 av. J.-C. et leur rapport conduit à la création du décemvirat en 451 av. J.-C. Spurius Postumius est d’office intégré dans la commission des decemviri, où il participe à la rédaction des premières lois écrites romaines,,.

### Légat (446)
En 446 av. J.-C., Spurius Postumius aurait été légat sous les ordres des consuls Titus Quinctius Capitolinus Barbatus et Agrippa Furius Fusus dans la campagne menée contre les Volsques,.

### Auteurs antiques
- Tite-Live, Histoire romaine, Livre III, 2/33-34 sur le site de l'Université de Louvain
- Diodore de Sicile, Histoire universelle, Livre XII, 9 sur le site de Philippe Remacle
- (en) Denys d'Halicarnasse, Antiquités romaines, Livre IX, 50-71 et Livre X, 50-50 sur le site LacusCurtius

### Auteurs modernes
- (en) T. Robert S. Broughton, The Magistrates of the Roman Republic : Volume I, 509 B.C. - 100 B.C., New York, The American Philological Association, coll. « Philological Monographs, number XV, volume I », 1951, 578 p.